# Gunvald Håkanson
Gunvald Håkanson, folkobokförd Natan Sigfrid Gunvald Håkansson, född 7 januari 1916 i Katarina församling i Stockholm, död 9 december 2004 i Göteborgs Sankt Pauli församling, var en svensk författare och manusförfattare.

## Filmmanus
- 1964 – Göteborg – hjärtpunkt i Norden